# 落合和雄
落合 和雄（おちあい かずお、1941年9月19日 - 2013年8月6日）は、日本の経営者。東急建設社長、会長を務めた。

## 来歴・人物
東京都出身。1965年に学習院大学政治経済学部を卒業し、同年に東急電鉄に入社した。1997年に取締役に就任し、1998年6月に常務、2000年6月に専務を経て、2001年6月に副社長に就任し、2002年5月から2003年10月までに社長を務めた。2005年6月から2010年3月までに東急車輛製造社長を務めた。
2013年8月6日、心不全のために死去。71歳没。